# Bewerbungen für die Olympischen Winterspiele 2014

Kandidatenlogo der siegreichen Bewerberstadt Sotschi

Sieben Städte reichten beim Internationalen Olympischen Komitee (IOC) eine Bewerbung für die Durchführung der Olympischen Spiele 2014 und der Paralympics 2014 ein. Die Bewerbungen Almatys für Kasachstan, Bordschomis für Georgien, Jacas für Spanien und Sofias für Bulgarien wurden im Juni 2006 nicht für die Endauswahl zugelassen. Während sich Jaca und Sofia schon mehrmals um die Austragung Olympischer Winterspiele beworben hatten, waren es für Almaty und Bordschomi die erste Bewerbung in der Geschichte. Für alle vier wären es die ersten Winterspiele des Landes gewesen, wobei in Spanien 1992 bereits Sommerspiele stattfanden. Gründe für die Nichtberücksichtigung waren beispielsweise die weiten Anfahrtswege zwischen den 200 Kilometer entfernten Austragungsorten Bordschomi und Tiflis in der georgischen Bewerbung, die nicht in Jaca geplanten Eröffnungs- und Schlusszeremonien in der spanischen und die nicht ausreichende Beantwortung des IOC-Fragenkatalogs in der bulgarischen Bewerbung. Die Zulassung für die endgültige Entscheidung um den Austragungsort erhielten die südkoreanische Stadt Pyeongchang, das österreichische Salzburg und das russische Sotschi.

## Bewerbungsprozess

### Evaluation der Kandidatenstädte
Eine 13-köpfige IOC-Evaluierungskommission unter der Leitung von IOC-Vizepräsident Chiharu Igaya besuchte Anfang 2007 die drei Kandidatenstädte und machte sich ein Bild von den möglichen Wettkampfstätten. Der Kommissionsbericht lieferte eine Bewertung der Kandidaturen, die einen Anhaltspunkt zur Wahlentscheidung der IOC-Mitglieder darstellt. Anfang Juni 2007 wurden die Berichte veröffentlicht. Während Pyeongchangs Bewerbung als die beste der drei dargestellt wurde und es keine Kritikpunkte gab, wurden bei den Bewerbungen Salzburgs das niedrige Budget, sowie die Unterbringung der Athleten und ein zu kleines Medienzentrum bemängelt und bei Sotschi wurde das Fehlen aller Wettkampfstätten, die Umweltgefährdung und die Verkehrsinfrastruktur kritisiert. Während die Kandidaturen Pyeongchangs und Salzburg mit dem Attribut exzellent beurteilt wurden, bekam Sotschi nur die Note sehr gut.

### Wahl des Austragungsortes
Die endgültige Entscheidung über den Austragungsort der Spiele fiel am 4. Juli 2007 in Guatemala-Stadt. 103 stimmberechtigte Mitglieder des IOC waren zur Abstimmung zugelassen, wobei die Mitglieder der Bewerberländer ihr Stimmrecht nicht ausüben durften. Vor der Wahl hatten die drei Kandidaten noch einmal die Chance die Vorzüge ihrer Bewerbung in einer Abschlusspräsentation zu präsentieren.
Salzburg scheiterte bereits im ersten Wahlgang mit 25 Stimmen, während Pyeongchang die meisten Stimmen erhielt. Im zweiten Wahlgang unterlag Pyeongchang, wie schon bei der Kandidatur vier Jahre zuvor, mit 47 zu 51 Stimmen gegen Sotschi. Somit wurden 2014 erstmals Olympische Winterspiele in Russland und in einer subtropischen Stadt am Meer, aber auch erstmals im Kaukasus ausgetragen.
| Stadt       | Land       | 1. Runde | 2. Runde |
| Sotschi     | Russland   | 34       | 51       |
| Pyeongchang | Südkorea   | 36       | 47       |
| Salzburg    | Österreich | 25       | —        |

## Übersicht der Kandidaturen

### Die Kandidatur Pyeongchangs

Logo der Kandidatur Pyeongchangs 2014

Pyeongchang war die erste Stadt, die im Dezember 2004 die Bewerbung um die Olympischen Winterspiele 2014 einreichte, nachdem sie sich bei der nationalen Ausscheidung gegen Muju durchgesetzt hatte. Die südkoreanische Stadt bewarb sich bereits für die Winterspiele 2010, unterlag jedoch Vancouver im zweiten Wahlgang mit 53:56 Stimmen. Pyeongchang wollte das zweite Mal nach den Sommerspielen in Seoul 1988 Olympische Spiele nach Südkorea holen und plante „Olympische Spiele der kurzen Wege“, so dass alle Wettkampfstätten innerhalb einer Stunde von Pyeongchang aus zu erreichen gewesen wären.
Alle Eissportarten, mit den Ausnahmen Bob, Rodeln und Skeleton, sollten in Gangneung, das rund 20 Kilometer östlich von Pyeongchang liegt, ausgetragen werden. Das Ski- und Schneeressort sowie ein Eiskanal sollten im Hauptort selbst beziehungsweise in Jungbong und Bogwang, westlich von Pyeongchang entstehen und bestanden teilweise schon während der Bewerbung.

### Die Kandidatur Salzburgs

Logo der Kandidatur Salzburgs 2014

Salzburg bewarb sich nach 2010 zum zweiten Mal in Folge und zum insgesamt vierten Mal für Olympische Winterspiele und bekam vom Österreichischen Olympischen Comité den Vorzug gegenüber Innsbruck. Die Bewerbung für 2014 war kompakter als jene für 2010, unter anderem wegen der Streichung von Kitzbühel, St. Johann und Ramsau als Austragungsorte. Als Stärken der Kandidatur wurden nicht nur die kurzen Wege zwischen den Austragungsorten, sondern der hohe Nachnutzungsgrad der Sportanlagen, die Erfahrung im Ausrichten großer Sportveranstaltungen, die Popularität des Wintersports in Österreich, sowie die Schneesicherheit der Veranstaltungsorte genannt. Darüber hinaus erfuhr die Bewerbung eine wachsende Unterstützung in der Bevölkerung, wie auch durch die österreichische Regierung um Bundeskanzler Alfred Gusenbauer. Die österreichische Bewerbung hatte mit Abstand das niedrigste Budget, da die meisten Sportstätten bereits existierten. Die Bewerbung Salzburgs bestand aus einem Konzept mit zwei Kernen (two cluster concept): einer Eisregion rund um die Stadt Salzburg und einer Schneeregion im Pongau. Dazu kam noch die Bob- und Rodelbahn im bayerischen Schönau am Königssee.

### Die Kandidatur Sotschis
Sotschi bewarb sich bereits zum zweiten Mal für die Austragung Olympischer Spiele. Allerdings wurde die Stadt im Wettbewerb um die Vergabe der Olympischen Winterspiele 2002 nicht als offizieller Bewerber akzeptiert. Sotschi war die Bewerbung mit dem höchsten Budget, da alle Wettkampfstätten erst errichtet werden müssen. Russlands Präsident Wladimir Putin setzte sich stark für die Vergabe der Spiele nach Russland ein. Daher investiert die russische Regierung auch sehr viel Geld, 12 Milliarden US-Dollar, in die Bewerbung und die Errichtung der Sportstätten. Zwei Drittel davon sollen in die Infrastruktur investiert werden. Das Skigebiet im Bezirk Krasnaja Poljana wurde bereits 2007 eröffnet und soll der primäre Austragungsort für die Wettbewerbe im Freien sein, während die Stadt Sotschi selbst alle Hallenwettbewerbe beherbergen wird. Dabei sollen sich die Eishallen in einem Park befinden und zu Fuß erreichbar sein. Die große Anzahl an Zimmern und die hohe Unterstützung in der Bevölkerung und seitens der Politik wurden als die Stärken dieser Kandidatur gewertet.